# Thelo Aasgaard
Thelonious Gerard Aasgaard (Liverpool, Reino Unido, 2 de mayo de 2002) es un futbolista noruego que juega de centrocampista en el Rangers F. C. de la Scottish Premiership.

## Trayectoria

### Inicios
Nació en Liverpool en 2002. Sus padres son músicos: su padre, Jonathan, es violonchelista profesional, y su madre, Georgina, profesional de la música y la salud. Se incorporó a la cantera del Wigan Athletic a los 14 años, tras haber formado parte de la cantera del Liverpool F. C., y firmó una beca con el club en 2018. Su progreso en las filas de la academia se vio interrumpido por las lesiones durante las dos temporadas siguientes, pero impresionó lo suficiente como para que su contrato de beca se ampliara por un tercer año en 2020.

### Wigan Athletic
Como resultado de la administración del Wigan Athletic en la temporada 2019-20, y el posterior descenso del equipo de la Championship, fue promovido a la plantilla del primer equipo del club junto con varios otros jugadores de la academia para su campaña 2020-21 de la League One.
Debutó como profesional en una derrota por 1-0 en la EFL League One en casa ante el Peterborough United el 20 de octubre de 2020. Marcó su primer gol en una derrota por 2-1 ante el Oxford United el 21 de noviembre de ese mismo año. En enero de 2021 firmó su primer contrato profesional, firmando hasta mediados de 2023. Terminó su primera temporada habiendo jugado 35 veces en todas las competiciones, incluyendo 13 partidos de liga, marcando tres goles.
Tras el inicio de la temporada 2021-22, firmó una mejora de contrato de cuatro años y medio, hasta junio de 2026. En julio de 2023, firmó una nueva ampliación de contrato hasta 2028.

### Luton Town
El 28 de enero de 2025 fichó por el Luton Town de la Championship por una cantidad no revelada. El 1 de febrero debutó en el partido contra el Sheffield Wednesday (1-1). El equipo terminó la temporada descendiendo, por lo que optó por marcharse y el 5 de julio fue traspasado al Rangers F. C.

## Selección nacional

### Categorías inferiores
Nació en Liverpool, Inglaterra, y es de ascendencia noruega por parte de padre y francesa por parte de madre.
Representó a la selección noruega sub-16 en tres ocasiones en 2018.
En agosto de 2021, Aasgaard fue convocado por primera vez con la selección sub-20 de Noruega, con la que debutó en el centro del campo derecho en el empate 1-1 contra Alemania sub-20 el 6 de septiembre de 2021.

### Selección absoluta
El 22 de marzo de 2025 lo convocaron para jugar un partido contra Moldavia. El objetivo era clasificarse para el Mundial 2026. El partido terminó con una victoria de los nórdicos (0-5), con un gol suyo en el minuto 38.

### Goles internacionales
| N.º | Fecha               | Sede                               | Rival    | Marcador | Resultado | Competición                                                  |
| --- | ------------------- | ---------------------------------- | -------- | -------- | --------- | ------------------------------------------------------------ |
| 1   | 22 de marzo de 2025 | Estadio Zimbru, Chisináu, Moldavia | Moldavia | 0–3      | 0–5       | Clasificación de UEFA para la Copa Mundial de Fútbol de 2026 |

## Clubes

### Juvenil
| Club            | País       | Año       |
| --------------- | ---------- | --------- |
| Liverpool F. C. | Inglaterra | 2010-2016 |

### Profesional
| Club                 | País       | Año       |
| -------------------- | ---------- | --------- |
| Wigan Athletic F. C. | Inglaterra | 2020-2025 |
| Luton Town F. C.     | Inglaterra | 2025      |
| Rangers F. C.        | Escocia    | 2025-     |